# Ambassis vachellii
Ambassis vachellii és una espècie de peix pertanyent a la família dels ambàssids.

## Descripció
- Fa 6,5 cm de llargària màxima.
- 8 espines i 9 radis tous a l'aleta dorsal.
- 3 espines i 9 radis tous a l'anal.[6][7]

## Hàbitat
És un peix d'aigua dolça, salabrosa i marina; oceanòdrom, demersal i de clima tropical (5°N-17°S).

## Distribució geogràfica
Es troba a Austràlia, Indonèsia, Papua Nova Guinea, Singapur, Tailàndia i el Vietnam.

## Observacions
És inofensiu per als humans.